# Counting Down the Days
Counting Down the Days — третій студійний альбом австралійської співачки Наталі Імбрулії. Відзначено як важливий етап у творчості співачки. Альбом містить 12 треків, до числа яких входять дві пісні, що стали синглами — Shiver і Counting down the days. На підтримку альбому Наталі дала концерти в багатьох країнах Європи. 
За перший тиждень продажів у Великій Британії було продано 40 000 копій.

## Треки
1. «Starting Today» (Natalie Imbruglia, Martin Harrington, Ash Howes, Кара ДіоГуарді) — 2:53
2. «Shiver» (Imbruglia, Francis White, Shep Solomon) — 3:40
3. «Satisfied» (Daniel Johns) — 3:26
4. «Counting Down the Days» (Imbruglia, Matt Prime) — 4:07
5. «I Won’t Be Lost» (Imbruglia, Harrington, Howes) — 3:50
6. «Slow Down» (Imbruglia, White) — 3:30
7. «Sanctuary» (Imbruglia, Gary Clark) — 3:06
8. «Perfectly» (Imbruglia, Steve Robson, Solomon, Paul Westcott) — 3:21
9. «On the Run» (Natalie Imbruglia, Martin Harrington, Ash Howes, Кара ДіоГуарді) — 3:36
10. «Come on Home» (Dan Glendining) — 3:53
11. «When You’re Sleeping» (Imbruglia, Clark) — 3:03
12. «Honeycomb Child» (Imbruglia, David Kosten) — 4:11

## Сингли
1. «Shiver» (21 березня 2005) #8 UK, #19 AUS, #34 FR
2. «Counting Down the Days» (25 липня 2005) #23 UK, #52 AUS